# Stazione di Kyūsandaimae
La stazione di Kyūsandaimae (九産大前駅?, Kyūsandaimae-eki) è una stazione ferroviaria di Fukuoka, e si trova nel quartiere di Higashi-ku. La stazione è servita dalla linea principale Kagoshima  della JR Kyushu e prende il nome dal vicino campus dell'Università Kyūshū Sangyō (Università del Commercio del Kyūshū ).

## Linee e servizi ferroviari
JR Kyushu
■ Linea principale Kagoshima

## Struttura
La stazione è costituita da due marciapiedi laterali con due binari passanti. I marciapiedi sono collegati al fabbricato viaggiatori, situato sul lato Hakata, da passerelle sopraelevate. Il mezzanino contiene una biglietteria presenziata e tornelli di accesso automatici.
| 1 | ■ Linea principale Kagoshima |  | per Akama, Orio, Kokura e Mojikō      |
| 2 | ■ Linea principale Kagoshima |  | per Hakata, Futsukaichi, Tosu e Ōmuta |

## Stazioni adiacenti
| «                          | Servizio                   | »                          |
| Linea principale Kagoshima | Linea principale Kagoshima | Linea principale Kagoshima |
| -------------------------- | -------------------------- | -------------------------- |
| Fukkōdaimae                | Locale                     | Kashii                     |
| Transito                   | Rapido                     | Transito                   |
| Transito                   | Semirapido                 | Transito                   |